# Cuckoo
Cuckoo (bra: Cuckoo: O Medo Chama; prt: Cuckoo) é um filme germano-estadunidense de 2024, do gênero terror psicológico, dirigido por Tilman Singer, e estrelado por Hunter Schafer, Dan Stevens e Jessica Henwick. Com um roteiro do próprio Singer, a trama retrata a história de uma garota de 17 anos que é forçada a se mudar com a família para um resort onde descobre um segredo chocante.
"Cuckoo" estreou no Berlinale em 16 de fevereiro de 2024. Nos Estados Unidos, o filme está programado para ser lançado nos cinemas em 9 de agosto de 2024; já na Alemanha, a produção será distribuída em 28 de agosto de 2024.

## Sinopse
Relutantemente, aos 17 anos, Gretchen (Hunter Schafer) deixa sua casa nos Estados Unidos para morar na Alemanha com seu pai Luis (Marton Csokas), que se casou com Beth (Jessica Henwick), uma mulher mais nova. Juntos, eles se mudam para um resort nos Alpes. Ao chegarem à sua nova casa, eles são recebidos pelo Sr. König (Dan Stevens), o chefe do pai de Gretchen, que demonstra um interesse inexplicável por Alma (Mila Lieu), a meia-irmã muda da garota. Com o passar do tempo, Gretchen começa a ser assombrada por estranhos barulhos e visões sangrentas, até que descobre um segredo chocante que também envolve sua própria família, revelando algo de errado no local aparentemente tranquilo.

## Elenco
- Hunter Schafer como Gretchen
- Dan Stevens como Sr. König
- Jessica Henwick como Beth
- Jan Bluthardt como Henry
- Mila Lieu como Alma
- Marton Csokas como Luis
- Greta Fernández como Trixie
- Àstrid Bergès-Frisbey como Ed
- Konrad Singer como Erik
- Proschat Madani como Dr. Bonomo
- Kalin Morrow como Mulher de Capuz

## Produção
Em agosto de 2021, Tilman Singer foi divulgado como o roteirista e diretor de seu segundo filme para a Neon, com Hunter Schafer, John Malkovich, Gemma Chan e Sofia Boutella escalados para o elenco. Em julho de 2022, Dan Stevens, Jessica Henwick, Marton Csokas e Greta Fernández se juntaram ao elenco, enquanto Malkovich e Chan deixaram a produção devido a "conflitos de agenda".
O filme é uma coprodução da Fiction Park, empresa alemã, e da Waypoint Entertainment, empresa estadunidense. A fotografia principal aconteceu na Renânia do Norte-Vestfália, na Alemanha, ao longo de 35 dias, de maio a julho de 2022, e foi filmada em 35 mm.

## Lançamento
A estreia do filme aconteceu na sessão especial do Berlinale em 16 de fevereiro de 2024. A produção também foi exibida no South by Southwest (SXSW) em 14 de março de 2024, e no Overlook Film Festival em 4 de abril de 2024. Em 19 de junho de 2024, o filme foi exibido no Raindance Film Festival de Londres como parte do foco especial do festival na Alemanha. Em 30 de julho de 2024, a produção foi exibida no Fantasia International Film Festival, sediado em Montreal.
Nos Estados Unidos, o filme está programado para ser lançado nos cinemas em 9 de agosto de 2024, pela Weltkino Filmverleih; já na Alemanha, a produção será distribuída em 28 de agosto de 2024, pela Neon. Originalmente, a estreia estadunidense aconteceria em 3 de maio de 2024.

## Recepção
No Rotten Tomatoes, site agregador de críticas, 79% das 188 críticas do filme são positivas, com uma classificação média de 6,10/10. O consenso do site diz: "Dirigido com talento inventivo por Tilman Singer e com personalidade marcante das estrelas Hunter Schafer e Dan Stevens, Cuckoo é um terror maluco e alucinante que está do lado certo da loucura". O Metacritic, que utiliza uma média ponderada, atribuiu ao filme 62/100 pontos baseados em 28 críticas, indicando críticas "geralmente favoráveis".
Adam Solomons, em sua crítica para o IndieWire, deu ao filme uma nota "C-", escrevendo que o "maior crime de Cuckoo é que ele não se inclina a ser um filme B, algo em que poderia ser bom. As atuações – especialmente a de Stevens – são bobas e sinceras, e a ação é competente o suficiente para Cuckoo funcionar como puro pulp. Mas este filme se leva muito a sério e zomba de sua própria bobagem, uma combinação fatal". Robert Daniels, para o RogerEbert.com, elogiou Dan Stevens, observando: "Cada escolha que Stevens faz como Sr. König funciona tanto como uma sátira quanto como uma ameaça, igualmente hilária e sadista". Jessica Kiang, em sua crítica para a revista Variety, chamou-o de "uma fusão energeticamente extravagante de atmosfera estilosa, horror reprodutivo à moda antiga e propaganda pró-facas".
David Rooney, para a revista The Hollywood Reporter, escreveu: "Em última análise, é muito bobo para ser realmente assustador, mas com Neon por trás disso, Cuckoo pode ser louco o suficiente para chamar a atenção do público fã de cults". Tim Robey, para o jornal The Daily Telegraph, deu ao filme 2/5 estrelas, escrevendo que exala "mais incerteza do que disciplina", e acrescentou: "Este suspense de terror maluco do escritor e diretor alemão Tilman Singer não consegue decidir se um sorriso irá ajudá-lo em uma trama mal desenvolvida, que continua prometendo mais do que entrega. Com outra reformulação e uma edição mais rigorosa, [o filme] poderia ter entrado em foco".